# Mikiko Ando
Pour les articles homonymes, voir Ando.
Mikiko Ando (安藤 美希子, Andō Mikiko), née le 30 septembre 1992 à Shiroi, est une haltérophile japonaise.

## Carrière
Mikiki Ando se classe cinquième de l'épreuve des moins de 58 kg aux Jeux olympiques d'été de 2016 à Rio de Janeiro.
Aux Championnats du monde d'haltérophilie 2017 à Anaheim, elle obtient la médaille d'argent à l'épaulé-jeté dans la catégorie des moins de 58 kg. Elle est ensuite médaillée de bronze en moins de 58 kg aux Jeux asiatiques de 2018 à Jakarta.
Elle obtient la médaille de bronze à l'épaulé-jeté aux Championnats du monde d'haltérophilie 2018 à Achgabat dans la catégorie des moins de 59 kg. 
Elle est médaillée de bronze à l'épaulé-jeté et au total aux Championnats d'Asie d'haltérophilie 2019 à Ningbo et médaillée de bronze à l'épaulé-jeté  aux Championnats d'Asie d'haltérophilie 2020 à Tachkent dans la catégorie des moins de 59 kg. 
Elle remporte la médaille de bronze de l'épreuve des moins de 59 kg aux Jeux olympiques d'été de 2020 à Tokyo.